# EP Energy Trading
EP ENERGY TRADING, a.s. (neboli epet) je dodavatelem elektřiny a zemního plynu v České republice a na Slovensku. Společnost dodává energie nejen domácnostem, ale i velkým odběratelům, mezi něž patří významné společnosti a instituce z oblasti průmyslu, potravinářství či zdravotnictví. Na konci roku 2021 zajišťoval epet dodávku elektřiny a zemního plynu pro více než 70 tisíc odběrných míst.[chybí lepší zdroj]

## Historie společnosti
Společnost provozuje svou podnikatelskou činnost od 31. října 2005, kdy se zaměřovala na prodej elektřiny velkým podnikům. Poté se k elektřině přidal i zemní plyn a zákazníky se postupně staly i domácnosti a malé či střední podniky. V prvních 7 letech své existence nesla společnost název United Energy, a.s. V říjnu 2012 ale byla přejmenována právě na EP ENERGY TRADING, a.s. Na začátku roku 2013 byly pod epet začleněny i tradingové a velkoobchodní aktivity společnosti První energetická. O tři roky později došlo k dokončení nákupu společnosti Optimum Energy a koupi části závodů společností Západomoravská energetická a Energie pro život.
V roce 2015 koupila EP Energy Trading konkurenční společnost Optimum Energy, která se také zabývala prodejem elektřiny a plynu. V roce 2016 EP Energy Trading zvýšila obrat o 9,3 milionu eur a rozšířila svoji působnost také do Německa.
Poslední z akvizic se uskutečnila v polovině roku 2021, kdy se společnost EP Energy Trading stala vlastníkem dodavatele Dobrá Energie s.r.o. Díky tomuto spojení se tak ve velikosti objemu dodané energie společnost stává největším alternativním dodavatelem na českém trhu, který obsluhuje více než 120 000 odběrných míst.[zdroj?]

## Členství v holdingu
Společnost EP ENERGY TRADING, a.s. je součástí skupiny Energetický a průmyslový holding, a.s., který je největším dodavatelem tepla v České republice, největším výrobcem elektřiny a druhým největším distributorem a dodavatelem elektřiny na Slovensku. Kromě toho je také provozovatelem nejrozsáhlejší tranzitní sítě v Evropě. Majoritním vlastníkem holdingu je český podnikatel a právník Daniel Křetínský. Jediným akcionářem společnosti epet je společnost EP Energy, a.s.

## Současnost
Sídlo má společnost epet v centru Prahy a její tým se skládá přibližně ze 100 zaměstnanců.

## Sponzoring a dobročinné projekty
Společnost epet se dlouhodobě věnuje i sponzorské činnosti. Je generálním partnerem hudebního festivalu Sázavafest[chybí lepší zdroj] a jedním z partnerů fotbalového klubu AC Sparta Praha. V roce 2020 se společnost také zapojila do crowdfundingové kampaně a podpořila dokumentu V Síti, v roce 2021 pak projekt Film Naživo či galashow světového parkuru Prague Playoffs. Zaměstnanci společnosti také pravidelně pořádají charitativní sbírky, jejichž výtěžky jsou věnovány neziskovým organizacím.[zdroj?]